# Д-р Йоткер
Dr. Oetker или „Доктор Йоткер“ е германска мултинационална компания, която произвежда добавки за печене, сухи десерти, смеси за торти, декорация на торти, замразена пица, мюсли и различни други продукти.
Компанията е изцяло собственост на „Oetker Group“, със седалище в Билефелд.

## История
Основател на компанията е аптекарят д-р Аугуст Йоткер, който през 1891 г. заедно със съпругата си Каролина продава в аптеката си бакпулвер с името Backin. След това участва в производството и продажбата на пудинги, желета и консерванти. От 1908 г. Аугуст Йоткер постепенно отваря фабрики в цяла Европа – Австрия, Нидерландия, Белгия, Люксембург, Дания, Норвегия, Полша, Италия, Франция и Швейцария.